# Massariosphaeria
Massariosphaeria är ett släkte av svampar. Enligt Catalogue of Life ingår Massariosphaeria i ordningen Pleosporales, klassen Dothideomycetes, divisionen sporsäcksvampar och riket svampar, men enligt Dyntaxa är tillhörigheten istället familjen Lophiostomataceae, ordningen Pleosporales, klassen Dothideomycetes, divisionen sporsäcksvampar och riket svampar.
|                  | Pleomassariaceae |
|                  | |
|                  | Naetrocymbaceae |
|                  | |
|                  | Dacampiaceae |
|                  | |
|                  | Arthopyreniaceae |
|                  | |
|                  | Aigialaceae |
|                  | |
|                  | Amniculicolaceae |
|                  | |
|                  | Corynesporascaceae |
|                  | |
|                  | Cucurbitariaceae |
|                  | |
|                  | Delitschiaceae |
|                  | |
|                  | Diademaceae |
|                  | |
|                  | Didymosphaeriaceae |
|                  | |
|                  | Dothidotthiaceae |
|                  | |
|                  | Fenestellaceae |
|                  | |
|                  | Leptosphaeriaceae |
|                  | |
|                  | Lindgomycetaceae |
|                  | |
|                  | Lophiostomataceae |
|                  | |
|                  | Massarinaceae |
|                  | |
|                  | Melanommataceae |
|                  | |
|                  | Montagnulaceae |
|                  | |
|                  | Morosphaeriaceae |
|                  | |
|                  | Mytilinidiaceae |
|                  | |
|                  | Parodiellaceae |
|                  | |
|                  | Phaeosphaeriaceae |
|                  | |
|                  | Phaeotrichaceae |
|                  | |
|                  | Pleosporaceae |
|                  | |
|                  | Sporormiaceae |
|                  | |
|                  | Testudinaceae |
|                  | |
|                  | Tetraplosphaeriaceae |
|                  | |
|                  | Tubeufiaceae |
|                  | |
|                  | Venturiaceae |
|                  | |
|                  | Zopfiaceae |
|                  | |
|                  | Phoma |
|                  | |
|                  | Speira |
|                  | |
|                  | Centrospora |
|                  | |
|                  | Mycocentrospora |
|                  | |
|                  | Pyrenochaeta |
|                  | |
|                  | Stagonosporopsis |
|                  | |
|                  | Ascochyta |
|                  | |
|                  | Anguillospora |
|                  | |
|                  | Sporidesmium |
|                  | |
|                  | Ascochytula |
|                  | |
|                  | Ascochytella |
|                  | |
|                  | Sporocybe |
|                  | |
|                  | Periconia |
|                  | |
|                  | Berkleasmium |
|                  | |
|                  | Didymella |
|                  | |
|                  | Herpotrichia |
|                  | |
|                  | Dictyosporium |
|                  | |
|                  | Fusculina |
|                  | |
|                  | Briansuttonia |
|                  | |
|                  | Leptosphaerulina |
|                  | |
|                  | Elegantimyces |
|                  | |
|                  | Phaeostagonospora |
|                  | |
| Massariosphaeria | \| \| Massariosphaeria erucacea \| \| \| \| \| \| Massariosphaeria grandispora \| \| \| \| \| \| Massariosphaeria mosana \| \| \| \| \| \| Massariosphaeria palustris \| \| \| \| \| \| Massariosphaeria roumeguerei \| \| \| \| \| \| Massariosphaeria scirpina \| \| \| \| \| \| Massariosphaeria typhicola \| \| \| \| \| \| Massariosphaeria multiseptata \| \| \| \| \| \| Massariosphaeria phaeospora \| \| \| \| \| \| Massariosphaeria autumnalis \| \| \| \| \| \| Massariosphaeria triseptata \| \| \| \| \| \| Massariosphaeria vitalbae \| \| \| \| \| \| Massariosphaeria megaspora \| \| \| \| \| \| Massariosphaeria moricola \| \| \| \| \| \| Massariosphaeria maxima \| \| \| \| \| \| Massariosphaeria fridae \| \| \| \| |
|                  | \| \| Massariosphaeria erucacea \| \| \| \| \| \| Massariosphaeria grandispora \| \| \| \| \| \| Massariosphaeria mosana \| \| \| \| \| \| Massariosphaeria palustris \| \| \| \| \| \| Massariosphaeria roumeguerei \| \| \| \| \| \| Massariosphaeria scirpina \| \| \| \| \| \| Massariosphaeria typhicola \| \| \| \| \| \| Massariosphaeria multiseptata \| \| \| \| \| \| Massariosphaeria phaeospora \| \| \| \| \| \| Massariosphaeria autumnalis \| \| \| \| \| \| Massariosphaeria triseptata \| \| \| \| \| \| Massariosphaeria vitalbae \| \| \| \| \| \| Massariosphaeria megaspora \| \| \| \| \| \| Massariosphaeria moricola \| \| \| \| \| \| Massariosphaeria maxima \| \| \| \| \| \| Massariosphaeria fridae \| \| \| \| |
|                  | Extrusothecium |
|                  | |
|                  | Ascoronospora |
|                  | |
|                  | Hyalobelemnospora |
|                  | |
|                  | Immotthia |
|                  | |
|                  | Helicascus |
|                  | |
|                  | Dactuliophora |
|                  | |
|                  | Clavariopsis |
|                  | |
|                  | Subbaromyces |
|                  | |
|                  | Pseudochaetosphaeronema |
|                  | |
|                  | Coronospora |
|                  | |
|                  | Protocucurbitaria |
|                  | |
|                  | Pseudotrichia |
|                  | |
|                  | Trematosphaeriopsis |
|                  | |
|                  | Passerinula |
|                  | |
|                  | Metameris |
|                  | |
|                  | Neopeckia |
|                  | |
|                  | Cheiromoniliophora |
|                  | |
|                  | Digitodesmium |
|                  | |
|                  | Boeremia |
|                  | |
|                  | Amarenomyces |
|                  | |
|                  | Setomelanomma |
|                  | |
|                  | Didymocrea |
|                  | |
|                  | Wettsteinina |
|                  | |
|                  | Letendraea |
|                  | |
|                  | Rhopographus |
|                  | |
|                  | Shiraia |
|                  | |
|                  | Farlowiella |
|                  | |
|                  | Paraliomyces |
|                  | |
|                  | Macroventuria |
|                  | |
|                  | Neophaeosphaeria |
|                  | |
|                  | Pseudodidymella |
|                  | |
|                  | Mycodidymella |
|                  | |
|                  | Ochrocladosporium |
|                  | |
|                  | Cheirosporium |
|                  | |
|                  | Margaretbarromyces |
|                  | |
|                  | Versicolorisporium |
|                  | |
|                  | Monoblastiopsis |
|                  | |
|                  | Ocala |
|                  | |
|                  | Lentithecium |
|                  | |
|                  | Tingoldiago |
|                  | |
|                  | Wicklowia |
|                  | |
|                  | Aquaticheirospora |
|                  | |
|                  | Ascorhombispora |
|                  | |
|                  | Massariosphaeria erucacea |
|                  | |
|                  | Massariosphaeria grandispora |
|                  | |
|                  | Massariosphaeria mosana |
|                  | |
|                  | Massariosphaeria palustris |
|                  | |
|                  | Massariosphaeria roumeguerei |
|                  | |
|                  | Massariosphaeria scirpina |
|                  | |
|                  | Massariosphaeria typhicola |
|                  | |
|                  | Massariosphaeria multiseptata |
|                  | |
|                  | Massariosphaeria phaeospora |
|                  | |
|                  | Massariosphaeria autumnalis |
|                  | |
|                  | Massariosphaeria triseptata |
|                  | |
|                  | Massariosphaeria vitalbae |
|                  | |
|                  | Massariosphaeria megaspora |
|                  | |
|                  | Massariosphaeria moricola |
|                  | |
|                  | Massariosphaeria maxima |
|                  | |
|                  | Massariosphaeria fridae |
|                  | |

|  | Massariosphaeria erucacea     |
|  |                               |
|  | Massariosphaeria grandispora  |
|  |                               |
|  | Massariosphaeria mosana       |
|  |                               |
|  | Massariosphaeria palustris    |
|  |                               |
|  | Massariosphaeria roumeguerei  |
|  |                               |
|  | Massariosphaeria scirpina     |
|  |                               |
|  | Massariosphaeria typhicola    |
|  |                               |
|  | Massariosphaeria multiseptata |
|  |                               |
|  | Massariosphaeria phaeospora   |
|  |                               |
|  | Massariosphaeria autumnalis   |
|  |                               |
|  | Massariosphaeria triseptata   |
|  |                               |
|  | Massariosphaeria vitalbae     |
|  |                               |
|  | Massariosphaeria megaspora    |
|  |                               |
|  | Massariosphaeria moricola     |
|  |                               |
|  | Massariosphaeria maxima       |
|  |                               |
|  | Massariosphaeria fridae       |
|  |                               |